# Presse écrite en République dominicaine
Cet article traite de la presse écrite en République dominicaine.

## Liste de journaux
- El Caribe (Saint-Domingue)
- El Día (Saint-Domingue)[1]
- Diario a Diario (Saint-Domingue)
- Diario Libre (Saint-Domingue)[2]
- El Faro (Puerto Plata)[3]
- Hoy (Saint-Domingue)[4]
- La Información (Santiago)[5]
- El Jaya (San Francisco de Macoris), fondé le 20 novembre 1985[6]
- Listín Diario (Saint-Domingue)[7]
- El Nacional (Saint-Domingue)[8]
- El Nuevo Diario (Saint-Domingue)[9]
- Primicias (Saint-Domingue), fondé le 1er novembre 2003[10]